# Finschia
- Commons
- Wikispecies

Finschia é um género botânico pertencente à família Proteaceae.